# تورچت
تورچت (انگلیسی: TorChat) یک پیام‌رسان فوری همتابه‌همتای ناشناس بود که از تور به عنوان شبکهٔ زیربنایی خود استفاده می‌کرد. این پیام‌رسان امکان ارسال پیام‌های متنی و انتقال فایل از نظر رمزنگاری امن را فراهم می‌کرد. ویژگی‌های سرویس‌های تور اونیون تضمین می‌کند که تمام ترافیک بین کلاینت‌ها رمزگذاری شده است و تشخیص اینکه چه کسی با چه کسی ارتباط برقرار می‌کند و یک کلاینت در کجا قرار دارد بسیار دشوار است.
تورچت یک نرم افزار رایگان بود که تحت شرایط پروانه عمومی همگانی گنو (GPL) مجوز داشت.